# Speechless (película)
Speechless (Sin discurso) es una película de 1994 protagonizada por Michael Keaton, Geena Davis y Christopher Reeve. En España es conocida por el título "Sin palabras", en Hispanoamérica se conoce con muchos nombres como son "Sin comentarios", "la guerra de los sexos" y en México llegó a las pantallas como No se tú, para promocionarla debido a que la canción homónima de Armando Manzanero, interpretada por Luis Miguel, forma parte de la banda sonora. 

## Sinopsis
Trata sobre una relación sentimental entre una pareja que trabaja en diferente bando (partidos demócrata y republicano) de una campaña por la senaduría del estado de Nuevo México. hay ocurrencias, momentos agradables y divertidos. Ambos personajes se conocen por algo que tienen en común que es el no poder dormir, así que en una farmacia ambos quieren el último paquete de Nithol para dormir, y así comienzan a conocerse, aconsejarse, divertirse, enamorarse y compartir dulces momentos, así como a enfadarse cuando ambos descubren que trabajan para el partido político contrario.

## Reparto
- Michael Keaton como Kevin Vallick.
- Geena Davis como Julia Mann.
- Bonnie Bedelia como Annette.
- Ernie Hudson como Ventura.
- Christopher Reeve como Bob Freed.
- Charles Martin Smith como Kratz.
- Gailard Sartain como Cutler.
- Ray Baker como Garvin.
- Mitchell Ryan como Wannamaker.
- Willie Garson como Dick.
- Harry Shearer como Chuck.
- Steven Wright como Eddie.
- Jodi Carlisle como Doris Wind.

- Datos: Q1322346